# 傷心旅館
伤心旅馆是一首的歌曲，于1956年1月以单曲形式发行。这首歌由托米·德登和梅·波伦·埃克斯顿创作，是普雷斯利在新厂牌RCA唱片旗下发行的第一首单曲。
该曲在数个排行榜上登顶第一，成为了猫王第一首卖出百万张的唱片，也是1956年最畅销的单曲之一。它最终获得了美国唱片业协会的双白金认证。1995年，伤心旅馆被引入格莱美名人堂。2004年，《滚石》杂志在“史上最伟大的500首歌曲”榜单上将其列为第45位。同年，它入选了摇滚名人堂的“塑造了摇滚乐的500首歌曲”名单。这首歌自首次发行后已成为了摇滚标准曲，被无数艺人及团体翻唱。

## 脚注

### 出处
1. ↑  Dorothy Pomerantz. . 福布斯中文网. 2011-10-26  [2014-02-19]. （原始内容存档于2017-11-07） （中文（中国大陆））.
2. ↑  《美国摇滚历程五十年》（2002年），第120页
3. ↑  . Rolling Stone.   [July 4, 2013]. （原始内容存档于2018-02-10）.
4. ↑  .   [December 16, 2012]. （原始内容存档于2011-06-28）.